# کریستین هال‌ورسن
کریستین هال‌ورسن (انگلیسی: Kristin Halvorsen؛ زاده ۲ سپتامبر ۱۹۶۰) یک سیاست‌مدار اهل نروژ است.